# Ґодлево-Варше
Ґодлево-Варше (пол. Godlewo-Warsze) — село в Польщі, у гміні Нур Островського повіту Мазовецького воєводства.
Населення — 100 осіб (2011).
У 1975-1998 роках село належало до Ломжинського воєводства.

## Демографія
Демографічна структура станом на 31 березня 2011 року:
|          | Загалом | Допрацездатний вік | Працездатний вік | Постпрацездатний вік |
| -------- | ------- | ------------------ | ---------------- | -------------------- |
| Чоловіки | 52      | 9                  | 37               | 6                    |
| Жінки    | 48      | 6                  | 29               | 13                   |
| Разом    | 100     | 15                 | 66               | 19                   |